# Ignacio Zoco
Ignacio Zoco Esparza (Garde, 1939. július 31. – Madrid, 2015. szeptember 28.) Európa-bajnok spanyol labdarúgó, hátvéd.

## Pályafutása
Zoco karrierjét az Osasuna csapatánál kezdte. Itt 3 évet töltött, ezalatt 40 mérkőzésen játszott, melyeken összesen 4 gólt szerzett. 1962-ben a Real Madridhoz igazolt, amelynél visszavonulásáig, vagyis 1974-ig játszott. Ezalatt tagja volt az 1964-ben Európa-bajnok spanyol válogatottnak is, valamint szerepelt még az 1966-os labdarúgó-világbajnokságon is.

## Sikerei, díjai
- BEK-győztes:
  - 1965-66
- Európa-bajnok:
  - 1964

## Külső hivatkozások
- Zoco (angol nyelven). realmadrid.com
- Zoco (angol nyelven). national-football-teams.com
- Zoco (angol nyelven). worldfootball.net

Zoco (angol nyelven). fifa.com. [2018. január 10-i dátummal az eredetiből archiválva]. (Hozzáférés: 2018. január 9.)
| Előző Francisco Gento | a Real Madrid CF csapatkapitánya 1971–1974 | Következő Amancio |